# Guerreaux
Guerreaux é uma comuna francesa na região administrativa de Borgonha-Franco-Condado, no departamento Saône-et-Loire. Estende-se por uma área de 19,64 km². Em 2010 a comuna tinha 236 habitantes (densidade: 12 hab./km²).